# Lonchoptera kamtschatkana
Lonchoptera kamtschatkana är en tvåvingeart som först beskrevs av Leander Czerny 1934.  Lonchoptera kamtschatkana ingår i släktet Lonchoptera och familjen spjutvingeflugor. Inga underarter finns listade i Catalogue of Life.